# آل واندنبرگ
آل واندنبرگ (انگلیسی: Al Vandenberg; ۳۱ اوت ۱۹۳۲ – ۲۰ مارس ۲۰۱۲) عکاس اهل ایالات متحده آمریکا بود.